# 히가시쓰야마역
히가시쓰야마역(일본어: 東津山駅)은 일본 오카야마현 쓰야마시에 위치한 서일본 여객철도의 철도역이다. 기신 선 소속의 철도역이지만, 이 역을 기.종점으로 하는 인비 선까지 2개의 노선을 운행하고 있다. 단선 · 섬식의 형태를 합친 2면 3선 구조의 복합 승강장을 갖춘 지상역이다.

## 타는 곳
| 1 | ■ 기신 선                  | 상행             | 사요 · 히메지 방면 |
| 1 | ■ 인비 선                  | 상행             | 지즈 · 돗토리 방면 |
| 2 | ■ 기신 선 (■ 인비 선 포함) | 하행             | 쓰야마 방면        |
| 3 | 보선 차량 대기선           | 보선 차량 대기선 | 보선 차량 대기선   |

## 이용 현황
| 승차 인원 추이 | 승차 인원 추이 |
| 연도           | 1일 평균       |
| -------------- | -------------- |
| 1999           | 163            |
| 2000           | 115            |
| 2001           | 105            |
| 2002           | 99             |
| 2003           | 101            |
| 2004           | 90             |
| 2005           | 94             |
| 2006           | 88             |
| 2007           | 77             |
| 2008           | 77             |
| 2009           | 100            |
| 2010           | 113            |
| 2011           | 103            |

## 역 주변
- 국도 제53호선
- 쓰야마 추오 병원

## 인접 역
| 서일본 여객철도 기신 선    | 서일본 여객철도 기신 선 | 서일본 여객철도 기신 선 |
| -------------------------- | ----------------------- | ----------------------- |
| 미마사카오사키 히메지 방면 | ■ 기신 선               | 쓰야마 니미 방면        |
| 서일본 여객철도 인비 선    |                         |                         |
| 다카노 돗토리 방면         | ■ 인비 선               | 시·종착역               |